# سار ساية زرداب محمد طاهري (قيلاب)
سار سایة زرداب محمد طاهري (بالفارسية: سرسیل‌زرد آب‌محمدطاهر) هي منطقة سكنية تقع في قسم قيلاب الريفي، بمقاطعة أنديمشك التابعة لمحافظة خوزستان، إيران. يقدر عدد سكانها بـ 192 نسمة حسب الإحصاء السكاني الذي تمّ في عام 2006.